# Liga Premier de Bosnia y Herzegovina 2018-19
La temporada 2018-19 fue la 19.ª edición de la Liga Premier de Bosnia y Herzegovina. La torneo comenzó el 21 de julio de 2018 y finalizó el 25 de mayo de 2019. El FK Sarajevo fue campeón y obtuvo su cuarta Liga Premier.

## Ascensos y descensos
| Pos. | de Liga Premier de Bosnia y Herzegovina 2017-18 |
| ---- | ----------------------------------------------- |
| 9.º  | Borac                                           |
| 12.º | Vitez                                           |

| Pos. | Ascendidos 2017-18                     |
| ---- | -------------------------------------- |
| 1.º  | Zvijezda 09 (Liga República Srpska)    |
| 1.º  | Tuzla City (Liga Federación de Bosnia) |

## Formato
Los doce equipos participantes jugaran entre sí todos contra todos tres veces totalizando 33 partidos cada uno, al término de la fecha 33 el primer clasificado obtuvo un cupo para la primera ronda de la Liga de Campeones 2019-20, mientras que el segundo y tercer clasificado obtuvieron un cupo para la primera ronda de la Liga Europa 2019-20; por otro lado los dos últimos clasificados descendieron a la Prva Liga FBiH 2019-20 o a la Prva Liga RS 2019-20.
Un tercer cupo para la Primera ronda de la Liga Europa 2019-20 es asignado al campeón de la Copa de Bosnia y Herzegovina.

## Equipos participantes
| Club                 | Ciudad          | Estadio                      | Capacidad |
| -------------------- | --------------- | ---------------------------- | --------- |
| Čelik Zenica         | Zenica          | Stadion Bilino Polje         | 15.600    |
| GOŠK Gabela          | Gabela          | Stadion Perica Pero Pavlović | 3.000     |
| Krupa                | Krupa na Vrbasu | Gradski stadion, Krupa       | 2.000     |
| Mladost Doboj-Kakanj | Doboj - Kakanj  | Stadion Mladost Kakanj       | 3.000     |
| Radnik Bijeljina     | Bijeljina       | Gradski stadion, Bijeljina   | 6.000     |
| Sarajevo             | Sarajevo        | Stadion Asim Ferhatović Hase | 34.500    |
| Široki Brijeg        | Široki Brijeg   | Stadion Pecara               | 10.000    |
| Sloboda Tuzla        | Tuzla           | Stadion Tušanj               | 15.000    |
| Tuzla City           | Tuzla           | Stadion Tušanj               | 15.000    |
| Željezničar          | Sarajevo        | Stadion Grbavica             | 12.000    |
| Zrinjski Mostar      | Mostar          | Stadion pod Bijelim Brijegom | 25.000    |
| Zvijezda 09          | Ugljevik        | Ugljevik City Stadium        | 5.000     |

## Tabla de posiciones
| Pos. | Equipo           | Pts. | PJ | G  | E  | P  | GF | GC | Dif. | Clasificación 2019–20                 |
| ---- | ---------------- | ---- | -- | -- | -- | -- | -- | -- | ---- | ------------------------------------- |
| 1    | Sarajevo (C)     | 70   | 33 | 21 | 7  | 5  | 68 | 20 | +48  | Primera ronda de la Liga de Campeones |
| 2    | Zrinjski Mostar  | 65   | 33 | 19 | 8  | 6  | 46 | 22 | +24  | Primera ronda de la Liga Europa       |
| 3    | Široki Brijeg    | 54   | 33 | 13 | 15 | 5  | 40 | 23 | +17  | Primera ronda de la Liga Europa       |
| 4    | Željezničar      | 50   | 33 | 14 | 8  | 11 | 43 | 32 | +11  |                                       |
| 5    | Radnik Bijeljina | 44   | 33 | 10 | 14 | 9  | 29 | 25 | +4   | Primera ronda de la Liga Europa       |
| 6    | Mladost Doboj    | 43   | 33 | 12 | 7  | 14 | 36 | 45 | −9   |                                       |
| 7    | Čelik Zenica     | 43   | 33 | 11 | 10 | 12 | 30 | 49 | −19  |                                       |
| 8    | Sloboda Tuzla    | 38   | 33 | 10 | 8  | 15 | 22 | 31 | −9   |                                       |
| 9    | Zvijezda 09      | 38   | 33 | 9  | 11 | 13 | 33 | 45 | −12  |                                       |
| 10   | Tuzla City       | 36   | 33 | 9  | 9  | 15 | 32 | 44 | −12  |                                       |
| 11   | Krupa            | 33   | 33 | 8  | 9  | 16 | 40 | 48 | −8   | Descenso a Prva Liga RS               |
| 12   | GOŠK Gabela      | 23   | 33 | 5  | 8  | 20 | 23 | 54 | −31  | Descenso a Prva Liga FBiH             |

Actualizado a los partidos jugados el 25 de mayo de 2019.
 Fuente: Soccerway
Criterios de clasificación: 1) Puntos; 2) puntos entre sí; 3) diferencia de goles; 4) Goles marcados.
Notas:
1. ↑  Tras ganar la Copa de Bosnia y Herzegovina el Sarajevo recibe un cupo para la primera ronda de la Liga Europea 2019-20, pero al encontrarse este clasificado a la Liga de Campeones por su posición de liga el cupo recae sobre el cuarto Clasificado
2. ↑  No pudo conseguir una licencia de clubes por problemas financieros[1]
3. ↑  Por lo tanto el cupo pasa al quinto clasificado, el Radnik Bijeljina

## Resultados
| Local \ Visitante | CEL | GOS | KRU | MLA | RAD | SAR | SIR | SLO | TUZ | ZEL | ZRI | Z09 |
| ----------------- | --- | --- | --- | --- | --- | --- | --- | --- | --- | --- | --- | --- |
| Čelik Zenica      | —   | 3–1 | 3–1 | 0–3 | 1–0 | 0–0 | 1–1 | 2–1 | 1–1 | 1–0 | 1–0 | 2–0 |
| GOŠK Gabela       | 0–0 | —   | 1–0 | 1–3 | 1–1 | 1–0 | 0–0 | 0–0 | 3–2 | 0–1 | 0–4 | 2–2 |
| Krupa             | 3–1 | 3–0 | —   | 2–2 | 0–0 | 1–4 | 2–2 | 0–1 | 0–2 | 2–1 | 1–2 | 1–1 |
| Mladost Doboj     | 1–1 | 1–0 | 2–1 | —   | 2–0 | 0–6 | 0–1 | 1–0 | 0–1 | 2–2 | 0–0 | 0–0 |
| Radnik Bijeljina  | 0–0 | 1–0 | 2–2 | 3–1 | —   | 2–1 | 2–1 | 0–1 | 3–1 | 1–0 | 0–1 | 1–0 |
| Sarajevo          | 3–1 | 1–1 | 2–1 | 4–0 | 2–1 | —   | 1–0 | 1–0 | 3–0 | 2–1 | 4–2 | 3–1 |
| Široki Brijeg     | 6–0 | 1–1 | 2–0 | 1–1 | 0–0 | 0–3 | —   | 0–0 | 1–0 | 0–3 | 1–1 | 2–0 |
| Sloboda Tuzla     | 1–0 | 2–0 | 1–0 | 2–1 | 2–0 | 0–1 | 0–1 | —   | 1–1 | 0–0 | 0–1 | 0–3 |
| Tuzla City        | 1–1 | 2–1 | 2–1 | 0–1 | 0–0 | 0–3 | 0–0 | 0–1 | —   | 0–2 | 1–2 | 3–1 |
| Željezničar       | 3–2 | 1–2 | 1–1 | 2–1 | 1–0 | 2–2 | 2–3 | 0–0 | 2–3 | —   | 2–0 | 0–1 |
| Zrinjski Mostar   | 3–0 | 3–1 | 1–0 | 1–0 | 0–0 | 2–2 | 0–0 | 2–0 | 1–0 | 0–1 | —   | 5–2 |
| Zvijezda 09       | 2–0 | 1–0 | 0–0 | 0–2 | 0–0 | 0–4 | 1–1 | 1–1 | 1–1 | 1–3 | 1–0 | —   |

| Local \ Visitante | CEL | GOS | KRU | MLA | RAD | SAR | SIR | SLO | TUZ | ZEL | ZRI | Z09 |
| ----------------- | --- | --- | --- | --- | --- | --- | --- | --- | --- | --- | --- | --- |
| Čelik Zenica      | —   | 1–0 | —   | 1–0 | —   | —   | 1–1 | 1–0 | 1–1 | —   | 0–1 | —   |
| GOŠK Gabela       | —   | —   | —   | —   | 1–2 | 0–2 | —   | 3–2 | 0–3 | 1–1 | —   | —   |
| Krupa             | 5–2 | 4–0 | —   | —   | 2–2 | —   | —   | —   | 1–0 | —   | —   | 2–0 |
| Mladost Doboj     | —   | 3–1 | 3–1 | —   | 0–3 | —   | 1–0 | —   | 0–2 | —   | 2–2 | —   |
| Radnik Bijeljina  | 0–0 | —   | —   | —   | —   | 0–0 | —   | 1–0 | —   | 0–1 | —   | 1–1 |
| Sarajevo          | 5–0 | —   | 0–0 | 2–0 | —   | —   | 0–0 | —   | —   | —   | 0–1 | 4–0 |
| Široki Brijeg     | —   | 1–0 | 2–1 | —   | 2–1 | —   | —   | 4–0 | 1–0 | —   | 1–0 | —   |
| Sloboda Tuzla     | —   | —   | 1–2 | 0–1 | —   | 2–1 | —   | —   | —   | 0–0 | —   | 2–1 |
| Tuzla City        | —   | —   | —   | —   | 1–1 | 1–0 | —   | 1–1 | —   | 0–3 | —   | 1–3 |
| Željezničar       | 1–2 | —   | 3–0 | 3–1 | —   | 0–3 | 0–0 | —   | —   | —   | —   | 1–0 |
| Zrinjski Mostar   | —   | 1–0 | 2–0 | —   | 1–1 | —   | —   | 1–0 | 5–1 | 1–0 | —   | —   |
| Zvijezda 09       | 4–0 | 1–1 | —   | 2–1 | —   | —   | 1–1 | —   | —   | —   | 0–0 | —   |

## Goleadores
| Pos. | Jugador            | Club             | Goles |
| ---- | ------------------ | ---------------- | ----- |
| 1    | Sulejman Krpić     | Željezničar      | 16    |
| 2    | Nemanja Bilbija    | Zrinjski         | 14    |
| 2    | Mersudin Ahmetović | Sarajevo         | 14    |
| 3    | Benjamin Tatar     | Sarajevo         | 12    |
| 3    | Vojo Ubiparip      | Tuzla City       | 12    |
| 4    | Krste Velkoski     | Sarajevo         | 11    |
| 5    | Haris Dilaver      | Čelik            | 10    |
| 5    | Irfan Hadžić       | Radnik Bijeljina | 10    |